# Петобој
Петобој један од атлетских вишебоја у којима атлетичари учествују у више узастопних такмичења, која обухватају тачно одређене дисциплине, а успех се рачуна збиром оцена према атлетским таблицама.

## Историјат
Жељу човека да на неки начин испољи своје многостране способности, антички Грци су изразили и тиме што су за своје главно такмичење изабрали петобој (антички петобој). То је била комбинација чисто атлетских дисциплина, тј. трчања на један стадиј (192,27 м), скока удаљ, бацања диска, бацања копља и рвања као пете завршне дисциплине.
Модерни атлетски вишебоји, формирани су деломично по угледуу на антички петобој, а настали су из потребе да се атлетичарима који се истакну у више дисциплина, омогући да нађе одговарајуће место у атлетици.
Године 1885. Американци су организовали сасвим својеврстан вишебој. У року од пет часова требало је завршити такмичењене у овим дисциплинама: трчање на 100 јарди, бацање кугле, скок увис, трчање на 880 јарди, ходање, бацање тегова, скок удаљ и трчање на једну миљу. Ово такмичење које је носило назив all around schampionship данас је ишчезло.
Мешани вишебоји, који су се састојали од атлетских дисциплина и других вежби, били су омиљени у круговима гинмастичарских организација. Један од видова тих такмичења била су такмичења за спортске значке, затим разна такмичења за значку свестраности и сл. Из таквих такмичења произашли су саверемени атлетски вишебоји, прво петобој, а затим десетобој.
Раније је петобој обухватао досциплине у којима су се такмичили мушкарци, а одвијао се овим редом: скок удаљ са залетом, трчање на 200 метара, бацање диска и трчање 1.500 метара. Такмичање се одржавало у једном дану. Прво велико такмичење у којем се такмичило у петобоју биле се Олимпијске међуигре 1906. које су организоване на десетогодишњицу одржавања првих модерних олимпијских игара 1896. у Атини. Дисциплине овог петобоја су биле: скок удаљ без залета, бацање диска (грчки стил), бацање копља, трка на 192 м (1 стадиј) и рвање грчко-римским стилом.
Званично такмичење у петобоју одржано је три пута на Летњим олимпијским играма 1912. у Стокхолму, 1920. у Антверпену и 1924. у Паризу. Дисциплине су биле: скок удаљ, бацање копља, трка на 200 метара, бацање диска и трка на 1.500 метара. После ових Игара мушкарци се више нису такмичили у овој дисциплини на званичним међународним такмичењима.

#### Освајачи олимпијских медаља у атлетици — петобој за мушкарце
| Олимпијске игре | Злато                                              | Сребро                           | Бронза                           |
| --------------- | -------------------------------------------------- | -------------------------------- | -------------------------------- |
| Атина 1906.     | Hjalmer Mellander Шведска                          | István Mudin Угарска             | Ерик Леминг Шведска              |
| Стокхолм 1912.  | Фердинанд Бие Норвешка · Џим Торп Сједињене Државе | James Donahue Сједињене Државе   | Френк Лукеман Канада             |
| Антверпен 1920. | Еро Лехтонен Финска                                | Everett Bradley Сједињене Државе | Хуго Лахтинен Финска             |
| Париз 1924.     | Еро Лехтонен Финска                                | Elemér Somfay Мађарска           | Robert LeGendre Сједињене Државе |

1. ↑  На такмичењу је победио Џим Торп, испред Фердинанда Биеа. Џиму Торпу је после такмичења одузета медаља, јер се сазнало да је неколико година раније добио новац за наступе у професионалној лиги у бејзболу, па су његови резултати брисани. Одлуком МОК-а из 1982. године Торпу су његови резултати (нажалост посмртно) ипак признати, али је изабрано неспретно решење по којем он дели златну медаљу са тада другопласираним Фердинандом Биеом. Торп је на истим играма триумфовао и у десетобоју, гдје је изабрано слично решење по којем дели прво место и златну медаљу иако је на самом такмичењу надмоћно победно.

Иако је петобој за жене укључен у олимпијски програм тек на Олимпијским играма 1964. у Токију, он се у међународним такмичењима појавио одмах после Друугог светског рата. У програму Европских првенстава на отвореном петобој је био од 1950. године. Дисциплине су биле: бацање кугле, скоку удаљ, скоку увис, бацању копља и трчању на 100 метара, које су измењене 1969. године. Седмобој га је заменио на европском првенству 1982. године. Исто тако петобој је замењен и на Олимпијским играма 1984. године.

#### Освајачи олимпијских медаља у атлетици — петобој за жене
| Олимпијске игре    | Злато                            | Сребро                             | Бронза                          |
| ------------------ | -------------------------------- | ---------------------------------- | ------------------------------- |
| Токио 1964.        | Ирина Прес Совјетски Савез       | Мери Ранд Уједињено Краљевство     | Галина Бистрова Совјетски Савез |
| Мексико Сити 1968. | Ингрид Бекер Западна Немачка     | Лизе Прокоп Аустрија               | Анамарија Тот Мађарска          |
| Минхен 1972.       | Мери Питерс Уједињено Краљевство | Хајде Розендал Западна Немачка     | Бурглинде Полак Западна Немачка |
| Монтреал 1976.     | Зигрун Зигл Источна Немачка      | Кристине Лазер Источна Немачка     | Бурглинде Полак Источна Немачка |
| Москва 1980.       | Надежда Ткаченко Совјетски Савез | Олга Рукавишникова Совјетски Савез | Олга Курагина Совјетски Савез   |

После овога петобој је остао само женска дисциплина у програмима светских и континенталним првенствима у дворани са дисциплинама: 60 метара препоне, скок увис, бацање кугле, скок удаљ и трка на 800 метара.

## Светски рекорди
Светски, континентални, национални и остали рекорди воде се само у женској конкуренцији у дворанским такмичењима, од тренутка када је последњи пут измењен састав дисциплина у петробоју. Тренутни рекорд код жена износи 5.013 бода а постигла га је Наталија Добринска, из Украјине на Светском првенству 2012.у Истанбулу 9. марта 2012.. године.

## Листа најбољих резултата у петобоју за жене
Ово је листа атлетичарки, које су у петобоју оствариле резултате боље од 4.850 бодова, са стањем на дан 15. март 2014. године. (Напомена: веће атлетичарки су по неколико пута постигле освојиле бодове у приказаном временском распону. Приказан је само први резултат.)
| Рекорд | Бодови                                                                     | Име                       | Држава               | Место               | Датум             |
| ------ | -------------------------------------------------------------------------- | ------------------------- | -------------------- | ------------------- | ----------------- |
| Рекорд | Бодови                                                                     | Резултати по дисциплинама |                      |                     |                   |
| 1.     | 5.023                                                                      | Наталија Добринска        | Украјина             | Истанбул, Турска    | 9. март 2012.     |
|        | 60 м препоне = 8,22 * СВ = 1,93 * БК = 13,25 * СД = 6,67 * 800 м = 2:10,26 |                           |                      |                     |                   |
| 2.     | 4.991                                                                      | Ирина Белова              | Уједињени тим        | Берлин, Немачка     | 15. фебруар 1992. |
|        | 60 м препоне = 8,22 * СВ = 1,93 * БК = 13,25 * СД = 6,67 * 800 м = 2:10,26 |                           |                      |                     |                   |
| 3.     | 4.965                                                                      | Џесика Енис               | Уједињено Краљевство | Доха, Катар         | 13. март 2010.    |
|        | 60 м препоне = 7,91 * СВ = 1,87 * БК = 14,79 * СД = 6,19 * 800 м = 2:08,09 |                           |                      |                     |                   |
| 4.     | 4.948                                                                      | Каролина Клифт            | Шведска              | Мадрид, Шпанија     | 4. март 2005.     |
|        | 60 м препоне = 8,19 * СВ = 1,93 * БК = 13,29 * СД = 6,65 * 800 м = 2:13,47 |                           |                      |                     |                   |
| 5.     | 4.927                                                                      | Кели Садертон             | Уједињено Краљевство | Бирмингем, Енглеска | 2. март 2007      |
|        | 60 м препоне = 8,23 * СВ = 1,88 * БК = 14,47 * СД = 6,51 * 800 м = 2:12,54 |                           |                      |                     |                   |
| 6.     | 4.896                                                                      | Јекатерибна Бољшова       | Русија               | Москва, Русија      | 7. фебруар 2012.  |
|        | 60 м препоне = 8,41 * СВ = 1,92 * БК = 13,79 * СД = 6,45 * 800 м = 2:10,60 |                           |                      |                     |                   |
| 7..    | 4877                                                                       | Тија Хелебаут             | Белгија              | Гент Белгија        | 11. фебруар 2007  |
|        | 60 м препоне = 8,34 * СВ = 1,96 * БК = 13,62 * СД = 6,42 * 800 м = 2:15,13 |                           |                      |                     |                   |
| 8.     | 4.866                                                                      | Светлана Москалец         | Русија               | Чељабинск, Русија   | 3. фебруар, 1995. |
|        | 60 м препоне = 8,11 * СВ = 1,86 * БК = 14,30 * СД = 6,65 * 800 м = 2:18,95 |                           |                      |                     |                   |
| 9.     | 4.855                                                                      | Татјана Чернова           | Русија               | Пенза, Русија       | 3. фебруар 2010.  |
|        | 60 м препоне = 8,38 * СВ = 1,86 * БК = 13,28 * СД = 6,72 * 800 м = 2:12,70 |                           |                      |                     |                   |
| 10.    | 4.850                                                                      | Наталија Сазанович        | Белорусија           | Лисабон             | 9. март 2001.     |
|        | 60 м препоне = 8,25 * СВ = 1,80 * БК = 16,31 * СД = 6,69 * 800 м = 2:23,20 |                           |                      |                     |                   |

### Рекорди жене
(стање 15. марта 2014)
| Рекорд | Бодови                                                                     | Име                       | Држава                        | Место                | Датум             |
| ------ | -------------------------------------------------------------------------- | ------------------------- | ----------------------------- | -------------------- | ----------------- |
| Рекорд | Бодови                                                                     | Резултати по дисциплинама |                               |                      |                   |
| СР     | 5.023                                                                      | Наталија Добринска        | Украјина                      | Истанбул, Турска     | 9. март 2012.     |
|        | 60 м препоне = 8,22 * СВ = 1,93 * БК = 13,25 * СД = 6,67 * 800 м = 2:10,26 |                           |                               |                      |                   |
| ЕР     | 5.023                                                                      | Наталија Добринска        | Украјина                      | Истанбул, Турска     | 9. март 2012.     |
|        | 60 м препоне = 8,22 * СВ = 1,93 * БК = 13,25 * СД = 6,67 * 800 м = 2:10,26 |                           |                               |                      |                   |
| АФР    | 4558                                                                       | Јунис Барбер              | Сијера Леоне                  | Париз, Француска     | 7. март 1997.     |
|        | 60 м препоне = 8,39 * СВ = 1,80 * БК = 13,05 * СД = 6,35 * 800 м = 2:18,17 |                           |                               |                      |                   |
| АЗР    | 4.582                                                                      | Олга Рипакова             | Казахстан                     | Патаја, Тајланд      | 10. фебруар 2006. |
|        | 60 м препоне = 8,30 * СВ = 1,88 * БК = 13,77 * СД = 6,64 * 800 м = 2:23,26 |                           |                               |                      |                   |
| САР    | 4.805                                                                      | Шерон Деј                 | Сједињене Државе              | Албукерки, САД       | 21. фебруар 2014. |
|        | 60 м препоне = 8,44 * СВ = 1,88 * БК = 15,59 * СД = 6,09 * 800 м = 2:13,19 |                           |                               |                      |                   |
| ЈАР    | 4.261                                                                      | Ванеса Спинола            | Бразил                        | Талин, Естонија      | 2. фебруар 2013.  |
|        | 60 м препоне = 8,92 * СВ = 1,74 * БК = 12,62 * СД = 6,04 * 800 м = 2:16,82 |                           |                               |                      |                   |
| ОКР    | 4.490                                                                      | Џејн Џејмисон             | Аустралија                    | Маебаши, Јапан       | 5. март 1999.     |
|        | 60 м препоне = 8,66 * СВ = 1,83 * БК = 13,94 * СД = 6,08 * 800 м = 2:19,64 |                           |                               |                      |                   |
| РС     | 4.240                                                                      | Ивана Шпановић            | АК Војводина, Нови Сад Србија | Будимпешта, Мађарска | 19. јануар 2012.  |
|        | 60 м препоне = 8,49 * СВ = 1,78 * БК = 12.40 * СД = 6,08 * 800 м = 2:19,64 |                           |                               |                      |                   |